# Palme
Ako ste tražili srpskog političara, vidi Dragan Marković Palma.
Palme (Arecaceae ili Palmae) predstavljaju porodicu monokotiledonih biljaka, cvetnica u redu jednosupnica reda Arecales. Njihov oblik rasta mogu biti penjačice, žbunje, biljke nalik na stabla i biljke bez stabljika, sve poznate kao palme. One koji imaju oblik drveća nazivaju se stabla palme. Trenutno je poznat 181 rod sa oko 2.600 vrsta, od kojih je većina ograničena na tropsku i suptropsku klimu. Većina palmi se odlikuje velikim, složenim, zimzelenim listovima, raspoređenim na vrhu nerazgranate stabljike. Međutim, palme pokazuju ogromnu raznolikost fizičkih karakteristika i naseljavaju skoro svaki tip staništa u svom dometu, od prašuma do pustinja.

## Rasprostranjenost
Rastu samoniklo većinom u tropskim i suptropskim krajevima. U Evropi samoniklo rastu dve vrste palmi. U zapadnom Sredozemlju raste mala žumara (Chamaerops humilis), dok na Kritu i sporadično duž jugozapadne obale Turske raste endemska vrsta kritska datula (lat. Phoenix theophrasti, енгл. Cretan date palm).

## Izgled
Palme su drvolike (ponekada i žbunolike), često vrlo visoke biljke, najčešće nerazgranatog, stepenastog debla. Svi listovi su skupljeni u veliki pupoljak na vrhu stabla, gde obrazuju čuperastu krošnju. Stabla su prekrivena većim ili manjim lisnim ožiljcima. Neke azijske vrste imaju tanko, elastično stablo i rastu kao puzavice.
Listovi su krupni, spiralno raspoređeni, lepezasto ili perasto deljeni.
Mnogobrojni cvetovi su skupljeni u krupne cvasti koje najčešće izbijaju iz pazuha listova. U početku su zaodenute naročitim pripercima, nalik velikom listu (spatha). Priperci su zeleni, veoma retko u nekoj drugoj boji. Cvetovi su najčešće jednopolni, ponekad i dvopolni, a biljke su nekada dvodome. Oprašivanje se vrši vetrom (anemogamija) i uz pomoć insekata (entomogamija).
Plod je koštunica, bobaica ili orašica.

## Sistematika

### Spisak izabranih rodova
- -{Areca
- Bactris
- Bismarckia
- Borassus
- Calamus
- Chamaerops - mala žumara ili Mediteranska lepezasta palma (Chamaerops humilis)
- Cocos - Kokosova palma (Cocos nucifera)
- Copernicia
- Elaeis
- Euterpe (palma)
- Jubaea
- Metroxylon
- Phoenix - Датула или Urmina palma (Phoenix dactylifera) i Feniks palma (Phoenix canariensis)
- Raphia
- Roystonea
- Sabal
- Salacca
- Trachycarpus
- Washingtonia - Vašingtonija (Washingtonia filifera)}-[10]

## Crveni palmin surlaš
Jedna od najopasnijih bolesti koja poslednjih decenija napada palme je crveni palmin surlaš (Rhynchophorus ferrugineus), vrsta insekta iz porodice surlaša (Curculionidae), takođe poznat i kao azijski palmin žižak. Larve crvenog palminog surlaša u deblu palme mogu da kopaju rupe dugačke i do 1 m, što dovodi do slabljenja biljke domaćina i na kraju do njenog uginuća. Zbog toga se ovaj insekt smatra glavnom štetočinom u plantažama palmi, uključujući kokosove palme, urmine palme i palme iz kojih se dobija palmino ulje.
Crveni palmin surlaš napada 19 vrsta palmi širom sveta. Iako je prvi put primećen na kokosovim palmama u Jugoistočnoj Aziji, svoje uporište našao je, u protekle dve decenije, na urminoj palmi u više zemalja Bliskog Istoka, a zatim se proširio na Afriku i Evropu. Prenošenje zaraze potpomognuto je unošenjem inficiranog sadnog materijala iz zaraženih u nezaražena područja. U oblasti Mediterana crveni palmin surlaš nanosi ozbiljne štete feniks palmama (Phoenix canariensis). Trenutno, zaraza je prijavljena u oko 15% svih zemalja proizvođača kokosa u sveti svetske kokos zemljama u razvoju i u skoro 50% zemalja u kojima se uzgaja urmina palma.
Više o ovoj temi pročitajte u originalnom tekstu Crveni palmin surlaš.

## Upotreba
Kada je reč o značaju za život ljudi, može se reći da su samo žitarice (i to ne svuda!) ispred palmi. U nekim tropskim predelima stanovništvo može živeti gotovo isključivo od njihovih produkata. Mnoge vrste imaju veliki ekonomski i tehnički značaj. Najpoznatija je svakako urmina palma ili datula. Veliku korist pruža i kokosova palma, najpoznatija po plodovima - kokosovim orasima koji mogu biti teški i do 15 kg. Osim jestive unutrašnjosti (endosperma) ploda, koja služi i za dobijanje ulja, ljuska se upotrebljava za strugarske radove, a iz vlaknastog mezokarpa se dobijaju kokosova vlakna. Indijska vrsta Daemonorops draco daje tzv. zmajevu krv (Resina draconis), koja se primjenjuje u proizvodnji lakova. Brazilska vrsta Copernicia cerifera daje karnauba-vosak, a kao zamena može poslužiti i vosak vrste Ceroxylon andicola. Tvrde koštice mnogih vrsta daju tzv. „biljnu slonova kost”. Azijska vrsta Borassus flabelliformis upotrebljava se za dobijanje palminih vlakana, šećera, skroba sago i palminog vina. Od madagaskarske palme Raphia ruffia i srodnih vrsta izrađuju se rafijina vlakna. Metroxylon rumphii i M. laeve sa Sundskih i Molučkih ostrva daju indijski sago, koji služi za ishranu i u tekstilnoj industriji. Iz plodova palme Elaeis quineensis dobija se jestivo ulje, i td.
- Plodovi palme Borassus flabellifer, jedne od vrsta od kojih se dobija šećer
- Vlakna rafije, dobijena od vrste Raphia ruffia
- karnauba-vosak
- Ratnička oprema izrađena od kokosovih vlakana (Gilbertova ostrva, kraj 19. veka)

## Upotreba u ozelenjavanju
Zbog svoje lepote i dekorativnosti palme se često sade kao ukrasno drveće u parkovima i vrtovima u područjima s toplom klimom, gde mogu prezimljavati na otvorenom. Posebno su atraktivne i rado se koriste za drvorede i aleje. U hladnijim krajevima koriste se za ozelenjavanje enterijera, ili se uzgajaju u posudama i preko zime čuvaju u staklenicima.

## Tradicija i mitologija
Palme su od pradavnih vremena cijenjene kao ukras, zaklon i okrjepljujuća hrana. U poeziji su simbol savršenstva, lepote, sklada i mudrosti, pa se često i drvo života često prikazuje u obliku palme. Zbog svoje lepote i pravilnosti palmin list je čest ornamentalni ukras u umetnosti Vavilona, starog Egipta, Palestine, Krita... U helenističko doba palma je bila simbol radosti, slavlja i pobede. Kod Grka i Rimljana vojskovođe su pozdravljane palminim granama, kojima je bila izvezena i njegova svečana odeća (toga i tunika). Prema Jevanđelju, narod je palminim granama pozdravio Isusa pri njegovu ulasku u Jerusalim. Kao uspomena na taj događaj tokom liturgije na Cvetnu nedelju nose se palmine grančice. U hrišćanskoj ikonografiji palma je simbol pobede mučenika nad smrću.
- Palmeta, lepezast ukrasni motiv sastavljen od stilizovanih listova palme. Upotrebljava se kao pojedinačni motiv ili kao element friza.[9]
- Hristov ulazak u Jerusalim, Meister der Palastkapelle, mozaik
- Arabeska
- Ilustracije rimskih toga

## Literatura
- Вукићевић, Емилија (1982). Декоративна дендрологија. Београд: Привредно финансијски водич. стр. 746—749.
- Lanzara, Marija (1984). Drveće. Ljubljana: Mladinska Knjiga.
- C. H. Schultz-Schultzenstein (1832). Natürliches System des Pflanzenreichs..., 317. Berlin, Germany.
- Dransfield J., Uhl N.W., Asmussen C.B., Baker W.J., Harley M.M., Lewis C.E. (2005). "A new phylogenetic classification of the palm family, Arecaceae". Kew Bulletin 60: 559–569. [latest Arecaceae or Palmae classification]
- Hahn, W.J. 2002. „A Molecular Phylogenetic Study of the Palmae (Arecaceae) Based on atpB, rbcL, and 18S nrDNA Sequences”. Systematic Botany. 51 (1): 92—112..

## Spoljašnje veze
- Berberović, Milica. „Priča o palmama”. Приступљено 9. 6. 2016.
- Hrvatska udruga ljubitelja palmi- pristupljeno 9. 6. 2016.
- „Palmweb - Palms of the World Online”. palmweb.org. Palmweb. Приступљено 20. 6. 2016.
- (језик: енглески) - pristupljeno 9. 6. 2016.
- (језик: енглески) - pristupljeno 9. 6. 2016.
- (језик: енглески) - pristupljeno 9. 6. 2016.